# Hemithea simplex
Hemithea simplex är en fjärilsart som beskrevs av W. Warren 1897. Hemithea simplex ingår i släktet Hemithea och familjen mätare. Inga underarter finns listade i Catalogue of Life.